# Novak Đoković
Novak Đoković (Beograd, 22. svibnja 1987.) srbijanski je profesionalni tenisač. Trenutno je drugi na ATP-ovoj ljestvici i jedan je od najboljih tenisača današnjice. Prvo mjesto ATP-ove ljestvice ostvario je 4. srpnja 2011. godine, a ukupno je 409 tjedana proveo na prvome mjestu.
Đoković je počeo trenirati u četvrtoj godini, a svoj premijerni nastup na ATP-ovim turnirima imao je u Umagu, 19. srpnja 2004. godine gdje je u prvom kolu izgubio od Talijana Filippa Volandrija. Svoju prvu pobjedu na ATP-ovu turniru ostvario je u Bukureštu iste godine, kada je bio bolji od Francuza Arnauda Clementa. Sljedeće godine prvi puta nastupa i na jednom Grand Slamovu turniru, Australian Openu, na kojemu je glatko izgubio od tadašnjega četvrtog igrača svijeta, Rusa Marata Safina. 
Prvu pobjedu nad igračem iz najboljih deset ATP-ove ljestvice zabilježio je u studenome 2005. godine na turniru iz serije Masters u Parizu, kada je u meču drugog kola bio uspješniji od Argentinca Mariana Puerte (tada 9. igrača svijeta).
Đoković je osvojio 24 Grand Slama u pojedinačnoj konkurenciji (Australian Open 10, Wimbledon 7 te US Open i Roland Garros po 3 puta). Šest puta osvajao je završni turnir i 40 puta bio pobjednik turnira iz ATP-ove serije Masters. 2024. je postao i olimpijskim pobjednikom u pojedinačnoj konkurenciji. Bio je članom srbijanske teniske reprezentacije prilikom osvajanja Davisova Cupa 2010. godine. Imenovan je za najboljega svjetskog športaša 2011. i 2015. godine.

## Životopis
Rođen je 1987. godine u Beogradu. Najstariji je sin Srđana i Dijane (rođ. Žagar). Braća Đorđe i Marko, također se profesionalno bave tenisom. Obitelj po ocu vuče podrijetlo iz mjesta Jasenovo Polje pokraj Nikšića, a po majci iz Vinkovaca.

## Pregled karijere

### 2006.
Svoj prvi turnir Đoković je osvojio 23. srpnja 2006. godine u nizozemskom Amersfoortu. Dobru igru pokazao je tijekom ostatka sezone, osvojivši još turnir u Metzu i plasiravši se u završnicu Umaga. 
- Australian Open - 1. kolo, poraz od Paula Goldsteina 1:3
- Zagreb, Hrvatska - poluzavršnica, poraz od Ivana Ljubičića 1:2
- Davisov kup 1. kolo Euroafričke skupine I - pobjede protiv Izraelaca Okuna i Sele
- Rotterdam, Nizozemska - četvrtzavršnica, poraz od Radeka Štěpáneka 1:2
- Indian Wells, SAD - 1. kolo, poraz od Benneteaua 0:2
- Miami, SAD - 2. kolo, poraz od Guillerma Corie 0:2
- Davisov kup 2. kolo Euroafričke skupine I - pobjede protiv Britanaca Rusedskog i Parmara
- Monte Carlo - 1. kolo, poraz od Rogera Federera 1:2
- Barcelona, Španjolska - 1. kolo, poraz od Daniela Gimeno-Travera 2:1
- Hamburg, Njemačka - 2. kolo, poraz od Fernanda Verdasca 0:2
- Roland Garros, Francuska - četvrtzavršnica, predaja pri rezultatu 2:0 u setovima za Rafaela Nadala
- Hertogenbosch, Nizozemska - 2. kolo, poraz od Jana Henrycha
- Wimbledon, Velika Britanija - osmina završnice, poraz od Marija Ančića 2:3
- Amersfoort, Nizozemska - osvojen turnir
- Umag, Hrvatska - završnica, predaja Wawrinki pri rezultatu 6:6 u prvom setu
- Cincinnati - 2. kolo, poraz od Florenta Serre 0:2
- US Open - 3. kolo, poraz od Lleytona Hewitta 0:3
- Davisov kup 3. kolo Euroafričke skupine I protiv Švicarske - pobjeda protiv Wawrinke, poraz od Federera
- Metz, Francuska - osvojen turnir
- Beč, Austrija - 2. kolo, poraz od Stanislasa Wawrinke 0:2
- Madrid, Španjolska - 4. kolo, poraz od Fernanda Gonzaleza 1:2
- Pariz, Francuska - 2. kolo, poraz od Paul-Henri Mathieua 0:2

### 2007.
I 2007. godinu Đoković je počeo dobro. Osvojio je turnir u Adelaideu, svladavši u završnici domaćeg tenisača Guccionea, a zatim igra završnicu prvog turnira iz Masters serije gdje u dva seta gubi od Rafaela Nadala. Tim rezultatom se po prvi put probija među najbolju desetoricu tenisača svijeta. Istodobno, na WTA ljestvici među 10 najboljih tenisačica svijeta nalazila se njegova sunarodnjakinja Jelena Janković, čime je, Srbija imala i tenisača i tenisačicu u top 10. Poslije ovog turnira stiglo mu je još jedno priznanje od ATP-a, nagrada za tenisača koji je najviše napredovao u 2006. godini.
Sljedeći turnir koji je igrao bio je još jedan iz Masters serije. Bio je to turnir u Miamiju gdje je, nanizavši 6 pobjeda, osvojio svoj prvi veliki turnir, i to bez izgubljenog seta. Na putu do završnice glatko je svladao drugog igrača svijeta - Rafaela Nadala, uzvrativši mu time na najbolji način za poraz u završnici prethodnog turnira. Možda najbolji meč na tom turniru odigrao je protiv još jedne nadolazeće teniske zvijezde, Škota Andyja Murrayja, kada mu je prepustio samo jedan gem. U završnici je glatko svladao Argentinca Cañasa, senzacionalnog povratnika u tenis, koji je u samo deset dana dva puta uspio pobijediti najboljeg tenisača svijeta Rogera Federera. Osvajanjem ovog turnira Nole se popeo na 7. mjesto ATP ljestvice, što mu je bio najbolji plasman karijere. Na drugoj ljestvici, koja se boduje za završni masters turnir, popeo se na odlično 2. mjesto, samo 4 boda iza Federera.
Poslije ovog turnira predstavljao je Srbiju u Davisovom kupu u prvoj skupini euroafričke zone, gdje je pobjednik stjecao pravo borbe za ulazak u prvu svjetsku skupinu. Dao je svoj doprinos za uvjerljivu pobjedu Srbije nad Gruzijom od 5:0.
Na turniru u portugalskom Estorilu, iako nije briljirao u pojedinim nastupima, stigao je do svoga petog turnirskog naslova i do svog najboljeg plasmana u karijeri na entry listi (5. mjesto). Ovim naslovom priključio se Nadalu i Federeru u utrci za prvo mjesto na ATP race listi.
Odličnu igru prikazao je i u Roland Garrosu. Stigao je do poluzavršnice, gdje je ispao od kasnijeg pobjednika, Rafaela Nadala. Tim je rezultatom osigurao do tada najbolji plasman u karijeri, 4. mjesto.
Wimbledonski turnir 2007. godine je dočekao na trećem mjestu, a na turniru je došao do poluzavršnice. Zbog povrjede noge i velikih napora tijekom igranja mečeva na turniru (izazvanih mnogim odlaganjima zbog vremenskih neprilika u Londonu), meč poluzavršnice predao je Rafaelu Nadalu u trećem setu.
Sljedeći Đokovićev uspjeh je osvajanje neslužbenog prvenstva Kanade, ATP turnira u Montrealu. Napravio je nešto što nikome poslije Borisa Beckera od turnira u Stockholmu iz 1994. godine nije uspjelo. Naime, na putu do naslova pobijedio je prvu trojicu igrača svijeta: Amerikanca Andyja Roddicka (3) u četvrtzavršnici, Španjolca Rafaela Nadala (2) u poluzavršnici i neprikosnovenog broja jedan na svijetu, Švicarca Rogera Federera (1) u završnici. To je bio prvi trijumf Đokovića nad Federerom.
Odlične partije Đoković je pružio na US Openu, gdje je došao do završnice. Drugi je najmlađi igrač u povijesti kojemu je to uspjelo (mlađi je bio jedino Pete Sampras). Tamo ga je čekao svjetski broj jedan. Federer mu se osvetio za poraz u završnici Montreala i glatko je slavio u tri seta (7:6 7:6 6:4) iako je Đoković i u prvom i u drugom setu servirao za set. Đokoviću je ovo inače bio treći grand slam turnir za redom gdje je igrao najmanje poluzavršnicu.
- Adelaide, Australija - osvojen turnir
- Australian Open - osmina završnice, poraz od Rogera Federera 0:3
- Marseille, Francuska - 1. kolo, poraz od Mihaela Južnjog 1:2
- Rotterdam, Nizozemska - poluzavršnica, poraz od Mihaela Južnjog 1:2
- Dubai, UAE - četvrtzavršnica, poraz od Rogera Federera 1:2
- Indian Wells, SAD - završnica, poraz od Rafaela Nadala 0:2
- Miami SAD - osvojen turnir
- Davisov kup Euroafrička skupina I - pobjeda u meču s Gruzijcem Giorgijem Chantouirom
- Monte Carlo, Monako - 3. kolo, poraz od Davida Ferrera 0:2
- Estoril, Portugal - osvojen turnir
- Rim, četvrtzavršnica kolo, poraz od Rafela Nadala 0:2
- Hamburg, četvrtzavršnica, poraz od Carlos Moye 1:2
- Roland Garros, četvrtzavršnica, poraz od Rafela Nadala 0:3
- London - Queens Club, 3. kolo, poraz od Clemanta 1:2
- Wimbledon, poluzavršnica, poraz od Rafela Nadala (predaja pri rezultatu 1:1 u setovima)
- Umag, 2. kolo, poraz od Viktora Troickog 1:2
- Montreal, Kanada - osvojen turnir
- Cincinnati, 2. kolo, poraz od Carlosa Moye 0:2
- US Open - završnica, poraz od Rogera Federera 0:3

### 2008.
Godinu 2008. počeo je igrajući na Hopmanovom kupu. Partnerica mu je bila Jelena Janković. Osvajanjem prvog mjesta u skupini, ispred predstavnika Francuske, Argentine i Kineskog Tajpeha, osigurali su prolaz u završnicu gdje su ih čekali Amerikanci Mardy Fish i Venus Williams. Jelena je zbog ozljede nožnog zgloba predala svoj meč, kao što je to učinila i protiv Argentine i Kineskog Tajpeha, kako bi, nakon eventualne Novakove pobjede, sačuvala snagu za meč parova. Novak je izjednačio pobjedom od 2:1, ali je u odlučujućem susretu kvaliteta bila na strani Amerikanaca.
Prvi turnir u 2008. godini koji je odigrao bio je prvi Grand Slam turnir sezone - Australian Open. Fantastičnim igrama bez izgubljenog seta plasirao se u završnicu, pobijedivši pritom i Rogera Federera u poluzavršnici s 3:0, te tako prekinuo njegov niz od 10 uzastopnih završnica na Grand Slam turnirima. Federer je u tom meču imao 5:3 u prvom setu. Nije ga osvojio. Osvojio je još samo jedan gem u sljedećih 10. Novak je pokazao kako se može stati dominaciji Federera u tenisu. Prije je bila čista senzacija ako se Federer ne bi plasirao u završnicu, a od dolaska Novaka na veliku scenu, to je postala samo obična vijest. U završnici je Novak svladao nepostavljenog francuskog tenisača Jo-Wilfrieda Tsongu s 3:1. To mu je prva Grand Slam titula, i postao je prvi Srbin u povijesti kojem je to uspjelo u pojedinačnoj konkurenciji. Na Roland Garrosu je bio treći nositelj. Sreća ga nije mazila, pa je smješten u Nadalov dio ždrijeba s kojim se susreo u polufinalu. Trostruki pobjednik ovog turnira i branitelj naslova, Nadal, je nakon nepuna tri sata slavio s 3:0.
Osvojio je treće mjesto na Olimpijskim igrama, iza Španjolca Nadala i Čileanca Gonzáleza.

### 2009.
Đoković je novu sezonu počeo na turniru u Brisbanu, ali ga je već u prvom kolu neplanirano izbacio Ernests Gulbis 6:4, 6:4, pa je bio prinuđen da igra još jedan turnir pred Australian Open. Na turniru u Sydneyu u poluzavršnici ga je izbacio Jarkko Nieminen 6:4, 7:6(3).
Đoković je branio osvojenu titulu na Australian Openu, ali je u četvrtzavršnici predao meč Andyju Roddicku zbog iscrpljenosti i grčeva pri Roddickovom vodstvu 6:7(3), 6:4, 6:2, 2:1. Zatim je na turniru u Marseilleu stigao do poluzavršnice gdje ga četvrti put za redom pobjeđuje Jo-Wilfried Tsonga sa 6:4, 7:6(1). Narednog tjedna, kao prvi nositelj, osvaja turnir u Dubai pobijedivši Davida Ferrera u završnici.
U španjolskom gradu Benidormu igrao se Davisov kup meč između reprezentacija Srbije i Španjolske. Novak je u oba svoja meča poražen rezultatom 3:0. Izgubio je od Davida Ferrera i od tada prvog tenisača svijeta, Rafaela Nadala.
Usljedili su turniri Masters 1000 serije – Indian Wells i Miami. U prvom od njih, na kome je branio titulu, stiže do četvrtzavršnice i tu ubjedljivo gubi od domaćeg tenisača Andyja Roddicka. U Miamiju stiže do završnice. Na putu do poluzavršnice, konačno prekida seriju Francuza Tsonge od četiri uzastopne pobjede u njihovim međusobnim susretima, pobijedivši ga 6:3, 6:4. U poluzavršnici pobjeđuje i Rogera Federera s 3:6, 6:2, 6:3 nakon velikog preokreta, ali u završnici ga je porazio Andy Murray. Ova završnica bila je prva od četiri, koliko će ih Đoković odigrati u nizu.
Zatim se prešlo na europski kontinent i na zemljanu podlogu. Na još jednom turniru serije 1000 u Monte Carlu, ponovo gubi u završnici, ovaj put od "Kralja zemlje", Rafaela Nadala. Iako naizgled lagana pobjeda Španjolca, činilo se da je Novak imao dobre šanse za prvu pobjedu protiv Nadala na zemljanoj podlozi. Na sljedećem turniru Masters 1000 serije u Rimu brani titulu. U poluzavršnici dobiva Švicarca Federera u meču nalik onom iz Miamija mjesec dana prije. U još jednoj završnici masters turnira, ponovno gubi od Nadala. Taj poraz je prouzrokovao da Đoković padne na četvrto mjesto, nakon 81 uzastopnog tjedna provedenih na mjestu broj tri.
Na premijernom Srbija Openu, turniru u svom rodnom gradu Beogradu, osvaja svoju drugu ovogodišnju titulu kao prvi nositelj, usput pobijedivši sunarodnjake Tipsarevića i Troickog, a u završnici senzaciju turnira, anonimnog poljskog igrača Lukaša Kubota s 6:3, 7:6(0).
Sljedeći turnir u Novakovom rasporedu bio je posljednji turnir serije 1000 za ovu godinu igran na zemlji. Na madridskom mastersu lakim i brzim pobjedama i bez izgubljenog seta stiže do poluzavršnice. Tad još jednom dolazi do okršaja između, kako su ih tada nazivali, "dvojicom najboljih zemljaša", Rafaela Nadala i Novaka Đokovića. To je bio njihov treći meč u posljednjih pet tjedana i očekivalo se da će biti neizvjestan poput prethodnih. Unatoč činjenici što je imao tri meč lopte, Đoković gubi meč rezultatom 6:3, 6:7(5), 6:7(9). Taj meč je trajao puna 4 sata i 2 minute, i vremenski je najduži meč u pojedinačnoj konkurenciji u Open Eri.
Sljedeći turnir na kojem je sudjelovao bio je drugi Grand slam godine, Roland Garros. Iznenađujuće je poražen od Nijemca Philippa Kohlschreibera u trećem kolu turnira, rezultatom 6:4, 6:4, 6:4.
Svoju sezonu na travnatoj podlozi započinje turnirom u njemačkom gradu Halleu, gdje je, nakon povlačenja Federera, bio postavljen za prvog nositelja. U završnici, njegovoj šestoj te godine, doživljava poraz od domaćeg tenisača, Tomya Haasa, 6:3, 6:7(4), 6:1.
Kao potencijalni "favorit iz sjene", došao je na neslužbeno prvenstvo svijeta Wimbledon. U prvih nekoliko kola igrao je sigurno i brzo je stizao do pobjeda. Mnogi su već očekivali poluzavršnicu između Novaka i Federera. U četvrtzavršnici je, još jednom, naišao na Haasa. U meču u kojem je igrao izuzetno loše izgubio je rezultatom 7:5, 7:6(6), 4:6, 6:3.
"US Open seriju" započeo je masters turnirom u Montrealu, u Kanadi. Nakon pobjede protiv Mihaila Južnog plasirao se u četvrtzavršnicu u kojoj su se, prvi put u povijesti tenisa, našla osmorica najbolje rangiranih tenisača ATP liste u tom trenutku. U četvrtzavršnici ga pobjeđuje Amerikanac Roddick rezultatom 6:4, 7:6(4).
Na sljedećem turniru, u Cincinnatiu, stigao je do završnice, usput svladavši povratnika na teren nakon više od dva mjeseca, španjolca Rafaela Nadala rezultatom 6:1, 6:4. U završnici gubi od Federera rezultatom 1:6, 5:7.
Đoković je osvojio turnir u Pekingu pobijedivši u završnici Hrvata Marina Čilića 6:2, 7:6 (7:4). Stigao do polufinala mastersa u Šangaju u kome je izgubio od Davidenka (koji je na kraju i osvojio turnir), 6:4, 4:6, 6:7 (1:7). Đoković je od 19. listopada ponovno 3. igrač na ATP listi najboljih tenisača na svijetu. 
Osvojio je turnir ATP 500 serije u Baselu, pobijedivši u završnici trostrukog branitelja titule, Federera 6:4, 4:6, 6:2. Nakon četiri poraza u završnici ATP masters 1000 turnira iste godine, osvojio je titulu na mastersu u Parizu. U poluzavršnici je svladao Rafaela Nadala 6:2, 6:3, a u završnici ljubimca publike, Francuza Gaela Monfilsa 6:2, 5:7, 7:6(3).
Na Tenis masters kupu je u skupnoj fazi svladao Nikolaja Davidenka, produživši tako svoj niz pobjeda na 11. Ovaj niz je okončao Robin Söderling, koji ga je pobijedio prvi put u šest mečeva. Iako je u trećem meču u skupnoj fazi svladao Rafaela Nadala, nije se plasirao u poluzavršnicu, zbog lošijeg odnosa osvojenih i izgubljenih setova od drugoplasiranog Davidenka. 
Đoković je treći put za redom godinu završio na trećem mjestu. Igrao je 97 mečeva, više od bilo kojeg drugog tenisača, s odnosom pobjeda i poraza 78–19. Uspio je doći do deset finala, od kojih je osvojio pet.

### 2010.
Sezonu 2010. Đoković je započeo na egzibicijskom turniru u Kooyongu. Poražen je u poluzavršnici od Španjolca Fernanda Verdasca. Prvi ATP turnir koji je Novak odigrao bio je prvi grand slam sezone, Otvoreno prvenstvo Australije. U četvrtzavršnici ga je porazio francuski tenisač Tsonga nakon pet setova, 6:7 (8:10), 7:6 (7:5), 6:1, 3:6, 1:6. Kao razloge poraza Novak je naveo trbušne probleme, koje je imao i prije meča i koji su bili evidentni na početku četvrtog seta. Usprkos tomu Đoković je 1. veljače dostigao svoj najbolji plasman u karijeri, drugu pozicija na ATP listi. 
Zatim je osvojio turnir u Dubaiju i tako prvi put u karijeri obranio titulu na nekom turniru. Nakon toga je sudjelovao u Davisovom kupu u susretu protiv SAD i pobijedio u oba susreta koja je igrao.
Na mastersu u Indian Wellsu, Đoković je izgubio u osmini završnice od Ivana Ljubičića (5:7, 3:6). Poslije toga je sudjelovao na mastersu u Miamiju, ali je izgubio u drugom kolu od Belgijanca Oliviera Rochusa (2:6, 7:6(7), 4:6).
Poslije je igrao poluzavršnicu turnira u Monte Carlu pobijedivši kao prvi nositelj u drugom kolu Florana Serru 6:2 6:3, zatim Stanislasa Wawrinku 6:4 6:4 i Davida Nalbandiana 6:2 6:3 prije poraza od španjolskog tenisača Fernanda Verdasca 2:6 2:6. Novak je igrao u rodnom gradu Beogradu, ali je predao meč četvrtzavršnice sunarodnjaku Filipu Krajinoviću pri rezultatu 4:6 zbog alergije. Sljedećeg tjedna nije sudjelovao na turniru u Madridu zbog istog razloga.
Sljedeći Novakov turnir je Roland Garros. Turnir je počeo pobjedom nad Rusom Evgenijem Koroljevim koji predstavlja Kazahstan 6:1 3:6 6:1 6:3. U drugom kolu je svladao japanskog tenisača Kei Nishikoria, 6:1 6:4 6:4,u trećem je porazio Rumunja Viktora Haneskua 6:3 3:6 6:3 6:2, u četvrtom kolu mini iznenađenje turnira Robbyja Ginepria 6:4 2:6 6:1 6:2. Ipak u četvrtzavršnici ga je porazio austrijski tenisač Jürgen Melzer, 22. nositelj, u pet setova. Novak je ipak vodio s 2:0 u setovima i imao break u 3 setu. Meč je završen rezultatom 6:3 6:2 2:6 6:7 4:6. Onda je počela sezona na travi. U Queens Clubu ju je započeo kao 2. nositelj i u drugom kolu je porazio talijanskog tenisača Paola Lorencija 6:3 6:3. Uslijedio je duel četvrtzavršnice s Xavierom Malissom, belgijskim tenisačem, koji je izgubio 3:6 6:4 2:6. Na istom turniru je osvojio prvu titulu paru.
Dana 21. lipnja započeo turnir u Wimbledonu kao 3. nositelj. U prvom kolu preživio je maraton s Belgijancem Oliverom Rochusom. Pobijedio je s 4:6 6:2 3:6 6:4 6:2. Poslije je pobijedio kvalifikanta Taylor Denta sa 7:6(5) 6:1 6:4. U trećem kolu je porazio 28. nositelja Alberta Montanesa 6:1 6:4 6:4 da bi nakon toga pobijedio Lleytona Hewitta sa 7:5 6:4 3:6 6:4. U četvrtzavršnici očekivao je Roddicka, koji se ipak nije plasirao, već iznenađenje turnira Jen-Hsun Lu iz Tajvana, kojeg je svladao vrlo lako sa 6:3 6:2 6:2. U poluzavršnici je izgubio od Čeha Tomaša Berdycha sa 6:3, 7:6, 6:3. Nakon Wimbledona, došao je Davisov Kup. Srbija igra protiv Hrvatske u Splitu, u dvorani Spaladium. Novak je pobijedio Ivana Ljubičića i Marina Čilića, a srpska reprezentacija je osigurala plasman u poluzavršnicu. Po prvi puta se zajedno s reprezentacijom Srbije našao u završnici Davisova kupa protiv reprezentacije Francuske u Beogradskoj areni. U prvom meču protiv Gillesa Simona bez većih problema donosi bod reprezentaciji pobjedom od 6:3, 6:1, 7:5. Nakon zaostatka Srbije 1:2 izjednačuje rezultat trijumfujući nad Monfisom 6:2, 6:2, 6:4. Na kraju je Viktor Troicki ostvario odlučujuću pobjedu i tako donio Srbiji prvi naslov. Đoković je tijekom 2010. godine u mečevima za reprezentaciju ostvario 7 pobjeda u isto toliko mečeva.

### 2011.
Novak je započeo sezonu igrajući na Hopman kupu s Anom Ivanović. Iako je pobijedio u svim mečevima, zbog ozljede Ane Ivanović morali su odustati od nastupa u završnici.
Poslije Hopman kupa igrao je na Otvorenom prvenstvu Australije. Kao treći nositelj, u prvom kolu svladao je Granoljersa 6:1, 6:3, 6:1, zatim hrvatskog tenisača Dodiga 7:6, 6:7(8), 6:0, 6:2. Drugi set ovog meča je ujedno i jedini izgubljen set na cijelom turniru. U trećem kolu Viktor Troicki mu je predao meč nakon što je Đoković dobio prvi set rezultatom 6:2. U četvrtom kolu pobijedio je Almagra rezultatom 6:3, 6:4, 6:0. Vezavši tri pobjede bez izgubljenog seta protiv tenisača koji se na ATP ljestvici nalaze na nekom od prvih deset mjesta, Tomaša Berdiha 6:1, 7:6(5), 6:1, Rogera Federera 7:6(3), 7:5, 6:4 i u završnici, Andyja Murrayja 6:4, 6:2, 6:3 osvojio je drugu Grand Slam titulu u karijeri. Sljedeći turnir na kome je nastupio je prvenstvo Dubaija 2011. godine. Kao drugi nositelj, u prvom kolu je pobijedio Michaëla Llodru 6:3, 6:3. U očekivanom nastupu u završnici, pobjedom nad Federerom 6:3, 6:3, obranio je titulu i postao trostruki uzastopni pobjednik ovog turnira. Novak Đoković zbog nastupa na turniru u Indian Wellsu nije sudjelovao u mečevima Davisova kupa. U prvom kolu Indian Wellsa je bio slobodan. U drugom kolu pobijedio je Golubjeva, pa mu je sljedeći protivnik bio Ernests Gulbis koji je izgubio meč sa samo jednim osvojenim gemom, kao i Viktor Troicki u narednoj rundi. Meč četvrtzavršnice Novak je igrao protiv Richarda Gasqueta. Gasquet je u oba seta vodio, ali je Đoković dva puta preokrenuo rezultat. U poluzavršnici je igrao protiv Rogera Federera, i to treći put u sezoni, i drugi put u poluzavršnici. Ta pobjeda je Novaku donijela drugo mjesto na ATP listi. U finalu Novak Đoković je svladao Nadala osvojivši treću titulu u sezoni, i drugu titulu u Indian Wellsu.
Nakon razornog zemljotresa i cunamija, koji su pogodili Japan, Novak odlučuje odigrati egzibicijski meč s tada prvim tenisačem svijeta, Rafaelom Nadalom. Ovaj meč je odigran u Bogoti, gdje je španjolski tenisač uspio nanijeti prvi poraz srpskom „asu“, s rezultatom 7:6, 6:3. Nakon toga Novak je sudjelovao u humanitarnom nogometnom susretu protiv kluba Fort Lauderdale Strikersa. Na ovom meču, tenisači su izgubili s 4:2, a strijelci za tenisače bili su Andy Murray i Marcos Baghdatis. Prikupljena je pomoć od preko 100.000$.
Na drugom kolu Miamia pobijedio je Uzbekistanca Denisa Istomina sa 6:0, 6:1. U trećem kolu je pobijedio Blakea sa 6:2, 6:0. U osmini završnice je pobijedio Troickog sa 6:3, 6:2. U sljedećoj rundi je igrao protiv Andersona sa 6:4, 6:2. U poluzavršnici pobjeđuje Mardyja Fisha sa 6:3, 6:1. U završnici po drugi put ove godine dočekuje prvog tenisača svijeta, Nadala, ali i ovaj put Đoković pobjeđuje s 4:6, 6:3, 7:6(4).
Novak je zbog bolova u koljenu preskočio prvi ATP turnir na zemlji, Otvoreno prvenstvo Monte Carla gdje je pobijedio Nadal. U rodnom Beogradu igra Otvoreno prvenstvo Srbije, gdje pobjeđuje, a u završnici je svladao Feliciana Lópeza sa 7:6, 6:2.
Sljedeći turnir je bio ATP Madrid. Đoković je bio slobodan u prvom kolu. U drugom kolu igra protiv Kevina Andersona, kojeg je svladao u Miamiju. U trećem kolu pobjeđuje G. G. Lopeza sa 6:1, 6:2. U četvrtzavršnici igrao je protiv Davida Ferrera i pobijedio ga sa 6:4, 4:6, 6:3. U poluzavršnici pobjeđuje Tomasa Belluccija s 4:6, 6:4, 6:1. U završnici ga je čekao branitelj titule Rafael Nadal. Iako je Rafael Nadal bio favorit, Đoković ga je pobijedio u dva seta, 7:5, 6:4.
Sljedeći turnir mu je bio u Rimu. U drugom kolu pobjeđuje Kubota sa 6:0, 6:3, u trećem Wawrinku 6:4, 6:1, u četvrtzavršnici Söderlinga 6:3, 6:0, a u poluzavršnici teških tri sata je bilo potrebno Novaku za pobjedu nad Škotom Andyjem Murrayjem. U završnici pobjeđuje Rafaela Nadala sa 6:4, 6:4.
Sljedeći pohod je bio Roland Garros. U prvom kolu pobjeđuje Tiema de Bakera sa 6:2, 6:1, 6:3. Drugo kolo je Đoković igrao protiv Haneskua. U trećem kolu pobjeđuje popularnog Delpa. Meč je bio prekinut zbog mraka. U osmini završnice pobjeđuje Richarda Gasqueta. U četvrtzavršnici Đoković se trebao susresti se s Fogninijem, ali je on zbog ozljede predao meč. Đoković u poluzavršnici gubi od Federera, ali ovaj je izgubio od Nadala u završnici.
Propušta Queens i ide na Wimbledon. U prvom kolu pobjeđuje Chardyja, u drugom Andersona, u trećem Marcosa Baghdatisa, u osmini završnice Mikaëla Llodru. Na putu do vrha svladan je i mladi tenisač iz Australije Bernard Tomić s 3:1. U borbi za svoju prvu završnicu na Wimbledonu, pao je i Jo-Wilfried Tsonga s 3:1. Ovom pobjedom, srpski tenisač popeo se na prvo mjesto liste, prvi put u karijeri. U završnici Wimbledona pobijedio je Rafaela Nadala rezultatom 6:4, 6:1, 1:6, 6:3, i tako osvojio prvi put Wimbledon i treću Grand Slam titulu u karijeri. Nakon ove pobjede vratio se u Beograd gdje je doživio veliki doček ispred Skupštine grada Beograda.
Samo mjesec dana kasnije, na Masters turniru u Montrealu, uspijeva pobijediti Davidenka, Čilića, Monfilsa, Tsongu, a u završnici poslije dugog i neizvjesnog meča završnice s Fishom, uspio pobijediti u tri duga seta i tako postati prvi igrač svijeta koji je osvojio pet Mastersa u jednoj sezoni, prvi igrač svijeta koji je pobijedio na 5 uzastopnih Mastersa na kojima je sudjelovao, te drugi igrač (uz Samprasa) koji je osvojio turnir na kojem je sudjelovao nakon što je postao prvi igrač na ATP ljestvici. Novak do sada ima 10 Mastersa, a samo u ovoj godini je osvojio pola tih Mastersa. Sljedećeg tjedna na turniru u Cincinnatiju u 2. kolu pobijedio je 19-godišnjeg Ryana Harrisona (SAD), u trećem Štěpáneka, a zatim je u težem meču svladao Monfilsa (3:6, 6:4, 6:3). U poluzavršnici ga je čekao Berdych. Đoković je dobio 1. set 7:5 nakon što je vratio izgubljeni servis, a odmah nakon 1. seta Berdych je predao meč zbog povrede ramena. U 6. završnici na turnirima Masters serije u 2011. godini Đoković je pretrpio tek drugi poraz u sezoni nakon što je, također zbog ozljede ramena, ali i umora, predao meč Murrayju kod rezultata 4:6, 0:3.
Ipak, ozljeda je sanirana i Đoković je došao na US Open kao 1. nositelj, prvi put u karijeri na nekom Grand Slamu. U 1. kolu Conora Nilanda iz Irske predao mu je meč pri rezultatu 6:0, 5:1 zbog trovanja hranom. U 2. kolu dominirao je protiv Argentinca Carlosa Berlocqa. Nakon toga je poklekao i Davidenko (6:3, 6:4, 6:2), a zatim i nova ukrajinska nada, Aleksandar Dolgopolov, također u 3 seta (7:6, 6:4, 6:2; rezultat u 13. gemu 1. seta bio je 16:14). Tako se Đoković plasirao u četvrtzavršnicu, u kojoj ga je čekao sunarodnjak Janko Tipsarević. Meč je završen predajom Tipsarevića zbog povrede tetive pri vodstvu Đokovića od 2:1 u setovima i 3:0 u 4. setu. Poluzavršnica je bila protiv Federera i opet je bila antologijska. Naime, Đoković je uspio preokrenuti zaostatak od 2:0 u setovima i pobijediti Federera 4. put ove sezone rezultatom 6:7, 4:6, 6:3, 6:2, 7:5, spasivši pritom 2 meč lopte na Federerov servis kod 5:3 (40:15) u 5. setu. Đokovićev hrabri forehand-cross return na prvu Federerovu meč-loptu imao je dosta odjeka u medijima. Teniska legenda John McEnroe nazvao je taj udarac "jednim od najboljih udaraca svih vremena". Nakon ovog spektakularnog preokreta na red je došla repriza završnice od prošle godine protiv Nadala. Ovaj put slavio je Đoković 6:2, 6:4, 6:7, 6:1 i tako osvojio svoj prvi US Open nakon dvije ranije izgubljene završnice. Unatoč rezultatu, meč je bio jedan od tjelesno najiscrpljujućih mečeva ove sezone i trajao je 4 sata i 10 minuta. Nakon što je osvojio 1. gem u 4. setu, Đoković je zatražio medicinsku pomoć. Ovom pobjedom Đoković je osvojio svoj 10. turnir ove sezone i tako postao tek šesti tenisač koji je osvojio 3 Grand Slama u jednoj kalendarskoj godini. Također je postao drugi tenisač koji je na putu do Grand Slam titule pobijedio i Federera i Nadala u uzastopnim mečevima (prvi je to uradio Del Potro 2009. godine, također na US Openu). Za pobjedu je dobio 2,3 milijuna dolara, čime je došao do zarade od 10,609.318 dolara (do 13. rujna) i tako postavio novi rekord po zaradi u jednoj sezoni (s još 2 preostala njena mjeseca). Konačno, Đoković je postao prvi tenisač koji je osvojio titulu na Grand Slamu kao debitant na broju 1 ATP ljestvice nakon Couriereve pobjede na Roland Garrosu 1992.

### 2012.
Đoković je započeo sezonu na Otvorenom prvenstvu Australije 2012. Pobijedio je u prvoj rundi protiv Paola Lorenzija, Santiaga Giralda, Nicolasa Mahuta i Lewtona Hewitta. U četvrtzavršnici pobijedio je Davida Ferrera u tri seta. U poluzavršnici, Đoković je pobijedio Andyja Murrayja u pet setova nakon 4 sata i 50 minuta igre. U završnici, Đoković je nakon 5 sati i 53 minuta igre u pet setova pobijedio Rafaela Nadala. To je najduže odigrana završnica u povijesti Grand Slama. Novak je tad po prvi put u karijeri uspio obraniti titulu na jednom Grand Slamu. Zatim je došlo Tenisko prvenstvo Dubaija gdje je izgubio u poluzavršnici od Andyja Murrayja.
Uslijedilo je Otvoreno prvenstvo Indian Wellsa. U 1. kolu je bio slobodan pa je pobijedio Golubjeva, Andersona, Anduhara i Almagra. U teškom meču izgubio je od Isnera.
Poslije toga je došao 2. masters, Otvoreno prvenstvo Miamija. Đoković pobjeđuje Bagdatisa, Troickog, Gasqueta, Ferera i Monaka, a u završnici uzvratio je Murrayju u dva seta. I ova titula je karakteristična po tome što je Novak tada prvi put u karijeri osvojio Masters bez izgubljenog seta, a i po tome što je to prvi put Novak u karijeri obranio titulu na jednom Mastersu.
Nakon Miamija Novak igra na 3. mastersu u Monte Carlu, i na startu pobjeđuje Andreasa Seppija. Pred meč osmine završnice dobiva vijest o smrti djeda, i nakon lošeg prvog seta uspjeva pobijediti Dolgopolova. Zatim pobjeđuje Hasea, a u poluzavršnici Tomáša Berdych‎a. U završnici gubi od Rafaela Nadala u tri seta. Nakon dogovora s obitelji, ne sudjeluje na turniru u Beogradu.
Potom slijedi masters u Madridu. U prvom kolu je bio slobodan, u drugom pobjeđuje Daniela Gimeno-Travera, u trećem Wawrinku, u četvrtzavršnici gubi od zemljaka Janka Tipsarevića 6:7 3:6.
Slijedi masters u Rimu. Opet je u prvom kolu bio slobodan. Zatim pobjeđuje Tomića, Monaca, Tsongu i Federera. U završnici se sastaje s Rafaelom Nadalom. Meč je odgođen za ponedjeljak zbog kiše. Nadal je slavio u dva seta.
Zatim slijedi drugi Grand Slam u sezoni, Roland Garros. Pobjeđuje Potitoa Staracea, Blaža Kavčića i Nicolasa Devilder. U osmini završnice pobjeđuje Seppija, iako je gubio u 2:0 setovima. U četvrtzavršnici se sastaje s Tsongom i pobjeđuje ga 3:2 u setovima, spašavajući pri tom 4 meč lopte. U poluzavršnici pobjeđuje Federera. U završnici se sastaje s velikim rivalom Nadalom. Obojica su imala povijesnu šansu: Novak da osvoji četvrti uzastopni Grand Slam, što Nadal i Federer nikad nisu uspjeli, a Nadal da osvoji sedmi Roland Garros i pretekne legendarnog Björn Borga. Meč je dva puta prekinut zbog kiše. Nakon drugog prekida odlučeno je da se meč igra sljedećeg dana. Poslije prvog dana bilo je 2:1 po setovima za Nadala. Sljedećeg dana Novak gubi četvrti set i Nadal slavi sa 6:4 6:3 2:6 7;5 time postaje igrač s najviše osvojenih titula na Roland Garrosu.
Dva tjedna kasnije počeo je treći Grand Slam u sezoni, Wimbledon, gdje je Đoković branio prošlogodišnju titulu. U prvom kolu pobjeđuje Juana Carlosa Ferera, a u drugom Ryana Harrisona, obojicu u tri seta. Sljedeći protivnik je bio Radek Štěpánek, kojega je svladao s 3:1 u setovima. U osmini završnice igrao je protiv zemljaka Viktora Troickog i pobijedio ga je u tri seta. U četvrtzavršnici se sastao s Nijemcom Florianom Mayerom, kojega je također pobijedio u tri seta. U poluzavršnici Novak je izgubio od Rogera Federera. Nakon što je Federer porazio Andyja Murrayja u završnici, pretekao je Novaka na prvom mjestu ATP liste.
Novak Đoković je nosio zastavu Srbije prilikom ceremonije otvaranja Ljetnih olimpijskih igara 2012. godine u Londonu.
Na Olimpijskim igrama je u muškom paru igrao s Viktorom Troickim, ali su eliminirani u prvom kolu, poslije poraza od švedskog para Brunström-Lindstedt. U prvom kolu muškog singla svladao je Fabija Fogninija nakon preokreta i izgubljenog prvog seta. U drugom kolu je igrao protiv Andyja Roddicka. U osmini završnice pobijedio je Lleytona Hewitta. Prošao je u poluzavršnicu svladavši i Tsongu. U poluzavršnici gubi od Murrayja 5:7 0,5 do 7, a zatim i od Del Potra u borbi za treće mjesto 5-7, 4-6.
Na Rodgers kupu u Kanadi Đoković je obranio prošlogodišnju titulu. Na putu do završnice svladao je Bernarda Tomića, Sama Querreyja, Tommyja Haasa i Janka Tipsarevića. U završnici je pobijedio Gasqueta 6:3, 6:2.
Sljedeći turnir je bio u Cincinnatiju, gdje je Đoković stigao do završnice. Pobijedio je Seppija, Davidenka (koji mu je predao meč) i Čilića. U poluzavršnici se sastao s Del Potrom i pobijedio ga u dva seta. U završnici, je, međutim izgubio od Federera s 0:6, 6:7 (7).
Na Otvorenom prvenstvu SAD, Novak je bez izgubljenog seta porazio Lorenzija, Silvu, Benetoa, Wawrinku i Del Potra, došavši tako do poluzavršnice s Ferrerom. Prvi set je prekinut zbog tornada u New Yorku, pri vodstvu Ferrera 5:2. Meč je nastavljen sljedećeg dana. Španjolac je uspio dobiti prvi set, ali se tada Novak vratio u igru i pobijedio s 3:1. Na Đokovićevoj trećoj uzastopnoj završnici ovog turnira protivnik je bio Andy Murray. Poslije velike borbe u pet setova, Britanac uspijeva osvojiti svoj prvi Grand Slam i, u odsutnosti Nadala, prijeđe na 3. mjesto ATP liste. Đoković po treći put osvaja turnir u Pekingu (ATP 500). Četvrti naslov u godini uzima nakon što je svladao Michaela Berrera, Carlosa Berlocqa, Jürgena Melzera, Floriana Mayera i Jo-Wilfrieda Tsongu (7:6 (4, 6:2).
Odmah zatim Novak osvaja i masters turnir u Šangaju, prvi put u karijeri. Put do završnice je bio lak. Bez izgubljenog seta je svladao Dimitrova, Lopeza, Hasa i Berdiha (bio je slobodan u prvom kolu). U završnici se po 16. put sastao s Murrayjem. Iako je Britanac imao pet meč lopti, Đoković se vratio u igru i slavio s 5:7, 7:6 (11), 6 do 3.
Nastup u Baselu je otkazao. U Parizu je bio slobodan u prvom kolu, a u drugom je poražen od Sama Querreyja u tri seta.
Đoković je 5. studenoga 2012. godine povratio prvu poziciju ATP ljestvice, nakon što je Federer odustao od nastupa na Mastersu u Parizu, koji je osvojio prošle godine. Na Masters kupu u Londonu Đoković je postavljen za prvog nositelja. Prošao je skupinu kao prvi sa sve tri pobjede. U poluzavršnici se sastao s Del Potrom, drugoplasiranim iz B skupine. Dobiva meč u tri seta. U završnici je igrao protiv Rogera Federera koji je u drugoj poluzavršnici eliminirao Murrayja. Iako je Federer poveo u prvom setu s 3:0, Đoković se vratio i osvojio set u tie-breaku. I u drugom setu je Federer imao break prednosti, ali je na kraju pobijedio Đoković. Konačni rezultat je bio 7:6 (6), 7:5. To je bio Đokovićev drugi osvojeni Masters kup u karijeri.

### 2013.
Đoković je počeo sezonu na egzibicijskom turniru u Abu Dhabiju. Bio je slobodan u četvrtzavršnici a u poluzavršnici je ubjedljivom igrom porazio Davida Ferrera. U završnici je igrao protiv Almagra i pobjedom u tri seta obranio titulu iz prethodne godine.
Zajedno s Anom Ivanović igrao je na Hopman kupu 2013. godine. Prošli su u završnicu protiv Španjolske sa sve tri pobjede. Iako je Đoković pobijedio u meču protiv Verdaska, Ivanovićeva je izgubila od Anabel Medine Gariges, a potom su izgubili i u mješovitom paru, pa je trofej pripao Španjolskoj.
Na Otvorenom prvenstvu Australije Đoković je bio dvostruki branitelj titule. U četvrtom kolu je dobio maratonski meč od 5 sati i 2 minuta protiv Stanislasa Wavrinke, koji je završen rezultatom 1:6, 7:5, 6:4, 6:7(5), 12:10. U četvrtzavršnici pobjeđuje Tomaša Berdycha u četiri seta. U završnicu je prošao nakon brze pobjede nad Davidom Ferrerom, 6:2, 6:2, 6:1. U trećem uzastopnoj završnici Melbourna, protivnik mu je bio Andy Murray. Đoković dobiva i taj meč rezultatom 6:7 (2), 7:6 (3), 6:3, 6:2 i tako osvaja svoj šesti Grand Slam u karijeri. Također je postao jedini igrač koji je u Open eri osvojio Otvoreno prvenstvo Australije tri puta za redom i izjednačuje rekord Aggasija i Federera po broju ukupnih titula (4). Ovo je bio prvi turnir koji je Đoković osvojio više od tri puta.

### 2022.
Đoković je trebao započeti sezonu 2022. učešćem u ATP kupu u Melbourneu, ali se s njega povukao kada su ga 5. siječnja australske granične snage pritvorile jer nije zadovoljio uvjete za ulazak putnika necijepljenih na COVID-19. Viza mu je tada bila poništena pa je nekoliko dana bio zadržan u imigracijskom hotelu čekajući sudsko saslušanje.

### 2024.
Godina 2024. u karijeri Novaka Đoković ostati će upamćena po osvajanju naslova na Olimpijskim igrama u Parizu. U dva tijesna tie-breaka, pobijedio je španjolca Carlosa Alcaraza te je time kompletirao svoj set velikih turnira osvajanjem zlata u pojedinačnoj konkurenciji. To je također bila i prva godina od 2017. gdje Đoković nije osvojio niti jedan Grand Slam turnir. 

### 2025.
Kao i proteklih nekoliko sezona, s obzirom na poodmaklu starost i dob od 38 godina, Đoković je u nekoliko navrata izjavio da su mu fokus isključivo Grand Slam turniri, te da svoju formu kroz godinu tempira za njih. U Australian Openu te godine je stigao do polufinala, gdje je bio prisiljen predati dvoboj Alexandru Zverevu nakon prvog seta koji je trajao 1 sat i 21 minutu. Roland Garros i Wimbledon su se odvili na praktički identičan način, na oba turnira je stigao do polufinala gdje ga je zaustavio talijan Jannik Sinner, pobjedama 3-0 u setovima.  

## Suparništva

### Đoković-Nadal
Đoković i Nadal su igrali jedan protiv drugog 59 puta. Đoković vodi s 30:29. Igrali su u 22 završnice i rezultat je 12:10 za Đokovića. Njihovo rivalstvo je označeno kao treće najveće u posljednjem desetljeću (iza rivalstva Federer - Nadal i Sampras - Agassi). Đoković je jedini igrač koji ima više od deset pobjeda nad Nadalom, kao i jedini koji ga je pobijedio sedam puta za redom, i to u sedam završnica (od Indian Wellsa 2011. do Otvorenog prvenstva Australije 2012. godine) Njih dvojica su se dosad sastali u pet završnica Grend Slama, od kojih je Đoković dobio tri. Drže rekord po dužini jedne Grand Slam završnice - 5 sati i 53 minuta na Otvorenom prvenstvu Australije 2012. godine a također i po dužini u mečevima u tri seta (4 sata i 3 minute, Madrid 2009.). Nadal i Đoković su drugi par u povijesti koji se sreo na četiri uzastopne završnice Grand Slama.

### Đoković-Federer
Đoković i Federer su dosad igrali 35 mečeva, i trenutačno je 18:17 za Federera. On vodi s 4:3 na zemlji, a izjednačeni su na travi 1-1 i 13:13 na tvrdoj podlozi. Susreli su se u deset završnica i rezultat je 6:4 za Đokovića. Igrali su jedan protiv drugog u dvije Grand Slam završnice, na Otvorenom prvenstvu SAD 2007. godine, gdje je trijumfirao Federer i na Wimbledonu 2014. godine gdje je naslov osvojio Đoković. Đoković je jedini igrač pokraj Nadala koji je Federera svladao na dva uzastopna Grand Slama. Federer je u poluzavršnici Roland Garrosa 2011. godine zaustavio Đokovićev niz od 43 pobjede. Njihovi najzapaženiji mečevi su bili dvije poluzavršnice Otvorenog prvenstva SAD (2010. i 2011.). Oba su bila u pet setova, i u oba je Đoković spasio dvije meč - lopte prije nego što je trijumfirao. Njihov posljednji susret bio je u završnici Wimbledona 2019. godine, gdje je pobijedio Đoković.

## Statistika

### Pojedinačna konkurencija
| Grand Slam turniri |     |     |      |      |      |      |      |      |      |      |        |        |       |
| Australian Open    | 1R  | 1R  | 4R   | W    | QF   | QF   | W    | W    | W    | QF   | 4 / 10 | 43:6   | 88,63 |
| Roland Garros      | 2R  | QF  | SF   | SF   | 3R   | QF   | SF   | F    | SF   | F    | 0 / 10 | 42:10  | 80,00 |
| Wimbledon          | 3R  | 4R  | SF   | 2R   | QF   | SF   | W    | SF   | F    | W    | 2 / 10 | 45:8   | 82,61 |
| US Open            | 3R  | 3R  | F    | SF   | SF   | F    | W    | F    | F    |      | 1 / 9  | 45:8   | 84,78 |
| Pobjede–Porazi     | 5:4 | 9:4 | 19:4 | 18:3 | 15:4 | 19:4 | 25:1 | 24:3 | 24:3 | 17:2 | 7 / 39 | 175:32 | 84,02 |

### Finala (8 naslova i 7 poraza)
| Ishod   | Godina | Grand Slam turnir   | Podloga | Suparnik           | Rezultat                    |
| Poraz   | 2007.  | US Open             | tvrda   | Roger Federer      | 6:7(4), 6:7(2), 4:6         |
| Pobjeda | 2008.  | Australian Open (1) | tvrda   | Jo-Wilfried Tsonga | 4:6, 6:4, 6:3, 7:6(2)       |
| Poraz   | 2010.  | US Open             | tvrda   | Rafael Nadal       | 4:6, 7:5, 4:6, 2:6          |
| Pobjeda | 2011.  | Australian Open (2) | tvrda   | Andy Murray        | 6:4, 6:2, 6:3               |
| Pobjeda | 2011.  | Wimbledon (1)       | trava   | Rafael Nadal       | 6:4, 6:1, 1:6, 6:3          |
| Pobjeda | 2011.  | US Open (1)         | tvrda   | Rafael Nadal       | 6:2, 6:4, 6:7(3), 6:1       |
| Pobjeda | 2012.  | Australian Open (3) | tvrda   | Rafael Nadal       | 5:7, 6:4, 6:2, 6:7(5), 7:5  |
| Poraz   | 2012.  | French Open         | zemlja  | Rafael Nadal       | 4:6, 3:6, 6:2, 5:7          |
| Poraz   | 2012.  | US Open             | tvrda   | Andy Murray        | 6:7(10), 5:7, 6:2, 6:3, 2:6 |
| Pobjeda | 2013.  | Australian Open (4) | tvrda   | Andy Murray        | 6:7(2), 7:6(3), 6:3, 6:2    |
| Poraz   | 2013.  | Wimbledon           | trava   | Andy Murray        | 4:6, 5:7, 4:6               |
| Poraz   | 2013.  | US Open             | tvrda   | Rafael Nadal       | 2:6, 6:3, 4:6, 1:6          |
| Poraz   | 2014.  | Roland Garros (2)   | zemlja  | Rafael Nadal       | 6:3, 5:7, 2:6, 4:6          |
| Pobjeda | 2014.  | Wimbledon           | trava   | Roger Federer      | 6:7, 6:4, 7:6, 5:7, 6:4     |
| Pobjeda | 2015.  | Australian Open (5) | tvrda   | Andy Murray        | 7:6(5), 6:7(4), 6:3, 6:0    |

### Masters 1000 finala

#### Pojedinačno: 29 (19 pobjeda, 10 poraza)
| Ishod     | Godina | Natjecanje       | Podloga   | Suparnik              | Rezultat            |
| --------- | ------ | ---------------- | --------- | --------------------- | ------------------- |
| Poraz     | 2007   | Indian Wells     | tvrda     | Rafael Nadal          | 2:6, 5:7            |
| Pobjeda   | 2007   | Miami            | tvrda     | Guillermo Cañas       | 6:3, 6:2, 6:4       |
| Pobjeda   | 2007   | Montréal         | tvrda     | Roger Federer         | 7:6(2), 2:6, 7:6(2) |
| Pobjeda   | 2008   | Indian Wells     | tvrda     | Mardy Fish            | 6:2, 5:7, 6:3       |
| Pobjeda   | 2008   | Rim              | zemlja    | Stanislas Wawrinka    | 4:6, 6:3, 6:3       |
| Poraz     | 2008   | Cincinnati       | tvrda     | Andy Murray           | 6:7(4), 6:7(5)      |
| Poraz     | 2009   | Miami            | tvrda     | Andy Murray           | 2:6, 5:7            |
| Poraz     | 2009   | Monte Carlo      | zemlja    | Rafael Nadal          | 3:6, 6:2, 1:6       |
| Poraz     | 2009   | Rome             | zemlja    | Rafael Nadal          | 6:7(2), 2:6         |
| Poraz     | 2009   | Cincinnati       | tvrda     | Roger Federer         | 1:6, 5:7            |
| Pobjeda   | 2009   | Paris            | tvrda (d) | Gaël Monfils          | 6:2, 5:7, 7:6(3)    |
| Pobjeda   | 2011   | Indian Wells     | tvrda     | Rafael Nadal          | 4:6, 6:3, 6:2       |
| Pobjeda   | 2011   | Miami            | tvrda     | Rafael Nadal          | 4:6, 6:3, 7:6(4)    |
| Pobjeda   | 2011   | Madrid           | zemlja    | Rafael Nadal          | 7:5, 6:4            |
| Pobjeda   | 2011   | Rim              | zemlja    | Rafael Nadal          | 6:4, 6:4            |
| Pobjeda   | 2011   | Montréal         | tvrda     | Mardy Fish            | 6:2, 3:6, 6:4       |
| Poraz     | 2011   | Cincinnati       | tvrda     | Andy Murray           | 4:6, 0:3 od.        |
| Pobjeda   | 2012   | Miami            | tvrda     | Andy Murray           | 6:1, 7:6(4)         |
| Poraz     | 2012   | Monte Carlo      | zemlja    | Rafael Nadal          | 3:6, 1:6            |
| Poraz     | 2012   | Rim              | zemlja    | Rafael Nadal          | 5:7, 3:6            |
| Pobjeda   | 2012   | Toronto          | tvrda     | Richard Gasquet       | 6:3, 6:2            |
| Poraz     | 2012   | Cincinnati       | tvrda     | Roger Federer         | 0:6, 6:7(9)         |
| Pobjeda   | 2012   | Shanghai         | tvrda     | Andy Murray           | 5:7, 7:6(11), 6:3   |
| Pobjeda   | 2013   | Monte Carlo      | zemlja    | Rafael Nadal          | 6:2, 7:6(1)         |
| Pobjednik | 2013   | Shanghai         | tvrda     | Juan Martín del Potro | 6:1, 3:6, 7:63      |
| Pobjednik | 2013   | Paris (2)        | tvrda (d) | David Ferrer          | 7:5, 7:5            |
| Pobjednik | 2014   | Indian Wells (3) | tvrda     | Roger Federer         | 3:6, 6:3, 7:63      |
| Pobjednik | 2014   | Miami (4)        | tvrda     | Rafael Nadal          | 6:3, 6:3            |
| Pobjednik | 2014   | Rim (3)          | zemlja    | Rafael Nadal          | 4:6, 6:3, 6:3       |

### Rekordi i postignuća karijere
- Rekordi su ostvareni od početka Open ere
- Rekordi označeni podebljano su nadmašeni rekordi u povijesti tenisa
- Rekordi označeni kurzivno su trenutno aktivni rekordi

| Ukupno                        | Grand Slam          | Rekordi           |
| ----------------------------- | ------------------- | ----------------- |
| Ukupno                        | Ostvareni rekordi   | Izjednačen rekord |
| Australian Open 2011. — 2013. | 3 uzastopna naslova | ne                |

## Aktivnosti izvan tenisa
Đoković je nosio zastavu Republike Srbije na svečanosti otvaranja Olimpijskih igara u Londonu 2012. godine.

### Politički stavovi
Novak Đoković je u više navrata spominjao kako se protivi neovisnosti Kosova, te kako će "Kosovo uvijek biti dio Srbije". Sudjelovao je na mitingu Kosovo je Srbija.